# Incubus (film)
Incubus (eszperantóul: Inkubo) 1965-ös fekete–fehér amerikai horrorfilm, teljes egészében eszperantó nyelvű film. A filmet Leslie Stevens rendezte. A film zenéjét szerezte Dominic Frontiere. A film költségvetése 125 000 dollár volt.